# Martin Herrenknecht
Martin Herrenknecht (* 24. Juni 1942 in Lahr/Schwarzwald) ist ein deutscher Unternehmer. Er ist der Gründer (1977) und Vorstandsvorsitzende der Herrenknecht AG, eines Herstellers von Tunnelvortriebsmaschinen.

## Leben und Ausbildung
Martin Herrenknecht ist der jüngere Sohn des Schwanauer Polsterers Emil Herrenknecht und dessen Frau Elsa. Die Polsterei wurde von seinem älteren Bruder Dieter übernommen und wird heute in der dritten Generation fortgeführt.
Nach der Mittleren Reife am Max-Planck-Gymnasium in Lahr studierte Martin Herrenknecht an der Staatlichen Ingenieurschule Konstanz und schloss mit der Ingenieursprüfung ab.
Von 1964 bis 1971 arbeitete er als Konstruktionsingenieur, Projekt- und Konstruktionsleiter bei verschiedenen Unternehmen in der Schweiz, in Kanada und Deutschland. Von 1971 bis 1975 war er Leiter des maschinentechnischen Dienstes auf der Großbaustelle Seelisbergtunnel, Baulos Huttegg, wo ein amerikanisches Tunnelschild zur Anwendung kam. Die damals weltgrößte Tunnelbohrmaschine (TBM) mit 11,80 m Durchmesser hatte allerdings große Schwierigkeiten beim Vortrieb. „Big John“ blieb oft im Felsen stecken und war häufig defekt. Herrenknecht wollte daher das zugrundeliegende Baumodell mit einem eigenen Unternehmen verbessern.
Martin Herrenknecht wohnt in Schwanau-Allmannsweier, ist evangelisch, verheiratet und hat drei Kinder. 1978 lernte er die Kolumbianerin Paulina Ariza Suarez bei einem Urlaubsaufenthalt in Florida kennen, sie heirateten 1982. Suarez spricht vier Sprachen und hatte mehrere Tätigkeiten als Übersetzerin, Touristenführerin und Telefonistin, daneben war sie auch in Caracas die Betreuerin der Enkel des ehemaligen Staatspräsidenten von Kuba, Fulgencio Batista.

## Unternehmer
1975 machte Martin Herrenknecht sich mit dem Ingenieurbüro Martin Herrenknecht in Lahr selbständig. 1977 gründete er die Herrenknecht GmbH, Tunnelvortriebstechnik / Lahr. Da er von den Banken keinen Kredit erhielt, half ihm seine Mutter Elsa mit einem Darlehen bei der Mindesteinlage des Stammkapitals von 25.000 DM aus. 1980 verlegte er das Unternehmen nach Schwanau und 1998 wandelte er die GmbH in eine nicht-börsennotierte AG um. Ende 2022 hatte das Unternehmen eine Belegschaft von rund 5000 Mitarbeitern.
Herrenknecht gilt als „kantige“ Unternehmerpersönlichkeit. „Herrenknechts Optimismus ist kantig, knorrig und kraftstrotzend, wie seine Bohrköpfe …“ „Aber auch bei rauem Ton geht es ihm immer um die Sache, das Projekt, den Vortrieb, den Durchbruch. «Sein Wesen passt zum Tunnelbau», sagt ein Weggefährte. Es geht immer nur vorwärts.“
Herrenknecht übertrug 2015 seine Unternehmensanteile an eine Stiftung, um eine Zerschlagung seines Unternehmens im Erbfall zu vermeiden. Nach Herrenknechts Wille soll zunächst ein Vorstand die Geschäfte führen. Darüber hinaus bemühe sich Herrenknecht langfristig, seinen Sohn in eine Führungsrolle zu bringen. Herrenknecht verschob seinen für 2019 geplanten Rücktritt und gab bekannt, erst ab 2020 in den Ruhestand gehen zu wollen.
Als Krönung seines Lebenswerks sieht Herrenknecht die erfolgreiche Durchführung des Gotthard-Basistunnels an, dessen Oströhre ein Jahr vor Terminfrist am 15. Oktober 2010 zum Durchschlag gebracht werden konnte. Angesichts der Tunnellänge (2 × 57 km) und der geologischen Schwierigkeiten mit mehreren Störzonen spricht er auch von der „Königsklasse“ oder „Champions League“ in der Disziplin des Tunnelbaus. Das nächste große Projekt, der 64 Kilometer lange Brennerbasistunnel, stellt bereits hinsichtlich der Länge einen neuen Rekord auf als längste unterirdische Eisenbahnverbindung der Welt.

## Flughafen Lahr
Herrenknecht war Aufsichtsratschef der Flughafengesellschaft Lahr vom Flughafen Lahr. Er bemüht sich um einen Erhalt und Ausbau des Lokalflughafens. Seit 2013 ist er Pächter des Flughafens und Geschäftsführer der Lahrer Flugbetriebs GmbH & Co. KG.

## Kontroversen
Gegner von Stuttgart 21 bemängeln Herrenknechts Engagement für das Projekt, da sein Unternehmen die Ausschreibung für die geplanten Tunnelbauten gewann. Der Grünen-Politiker Winfried Hermann warf Herrenknecht eine „zu große Nähe“ zu Lothar Späth vor. Herrenknecht erwiderte, dass seine Firma auf diesen Auftrag in Höhe von 80 Mio. € nicht angewiesen sei, sondern es sich um eine Ehrensache handele bzw. um eine „Schmach“, wenn Stuttgart 21 nicht von deutschen Unternehmen gebaut werden könne.
Seit dem Jahr 2016 war der ehemalige Bundeskanzler Gerhard Schröder stellvertretender Aufsichtsratsvorsitzender der Herrenknecht AG. Aufgrund des russischen Überfalls auf die Ukraine wurde Anfang März 2022 bewirkt, dass Schröder dieses Mandat niederlegt. Der Mitteilung des Unternehmens zufolge ist dies in gegenseitigem Einvernehmen geschehen.
Zeit Online problematisierte 2021 die engen politischen Kontakte sowie Äußerungen Herrenknechts zur Energiewende. Herrenknecht war am Bau der Transadriatischen Pipeline aus Aserbaidschan beteiligt und spreche sich vehement gegen Windkraftanlagen in Süddeutschland aus. Exemplarisch zitierte der Artikel eine Aussage Herrenknechts, nach der er im Schwarzwald „Natur ohne Getöse“ der „Scheißwindrädchen“ wolle.
Anfang Januar 2023 trat Herrenknecht beim Neujahresempfang der Gemeinde Meißenheim als Gastredner auf und erntete Kritik wegen einer Aussage über den Krieg in der Ukraine. Wörtlich sagt er: „Jetzt macht er [Putin] halt ein bisschen Blödsinn in der Ukraine.“ Am 18. Januar äußerte Herrenknecht sein Bedauern über die Aussage, die er selbst als „unbedacht“ bezeichnete.

## Mitgliedschaften
Martin Herrenknecht ist seit 1982 Mitglied der CDU. Herrenknecht äußerte 2016 seine „Sorgen“, da Angela Merkel „die CDU nach links gerückt“ habe und es „keinen Wirtschaftsflügel mehr“ gebe. Anfang 2019 ließ er seine Mitgliedschaft ruhen, denn die CDU sei „zu stark nach links gerückt, kraftlos in der gesellschaftlichen Mitte und ohnmächtig am rechten Rand“.
Er ist Vorstandsmitglied des Nah- und Mittelost-Vereins e. V., einer Organisation zur Förderung deutscher Wirtschaftsinteressen im Nahen und Mittleren Osten.
Außerdem hat er Mitgliedschaften in verschiedenen wissenschaftlichen Technologiefachgremien. So ist er seit 2014 Mitglied des Senats der Deutschen Akademie der Technikwissenschaften (acatech).

## Soziales Engagement
Martin Herrenknecht unterstützt eine Vielzahl von lokalen Initiativen. So finanziert er seit Sommer 1998 eine halbe, seit 2012 eine ganze evangelische Pfarrstelle in Allmannsweier, um den Wegfall des Ortspfarrers zu verhindern. Der Pfarrer soll sich „stark um die Jugendarbeit kümmern“.
Der Schwerpunkt seines Mäzenatentums liegt im Bereich Bildung und Wissenschaft. Für das Karlsruher Institut für Technologie (KIT) finanziert er seit 2008 eine Stiftungsprofessur für Technische Petrophysik. Studierende an der Technischen Universität Carolo Wilhelmina in Braunschweig erhalten Stipendien für Auslandsaufenthalte zum Studium an ausländischen Universitäten sowie für Auslandspraktika auf Baustellen oder Ingenieurbüros. Für die Förderung des naturwissenschaftlichen Unterrichts am Max-Planck-Gymnasium in Lahr spendet er 35.000 Euro jährlich.
Über sein Unternehmen sponsert er eine Reihe von Spitzensportlern und unterstützt mehrere sozial-karitative Einrichtungen.
Der Ludwig-Frank-Grundschule Schwanau spendierte er im Oktober 2020 65 Tablets.

## Ehrungen (Auswahl)
Martin Herrenknecht wurden zahlreiche Auszeichnungen verliehen:
- 1987: Preis der Wirtschaft Baden-Württemberg
- 1993: Bundesverdienstkreuz am Bande
- 1998: Ehrendoktorwürde (Dr.-Ing. E. h.) durch die Fakultät für Bauingenieur- und Vermessungswesen der Technischen Universität Carolo-Wilhelmina zu Braunschweig[31]
- 2002: Preisträger des 1. Karlsruher Innovationspreises für Baubetrieb, verliehen durch die Gesellschaft der Freunde des Instituts für Technologie und Management im Baubetrieb der Universität Karlsruhe (TH)
- 2002: Verdienstmedaille des Landes Baden-Württemberg, verliehen durch Ministerpräsident Erwin Teufel
- 2002: Gastprofessur an der Colorado School of Mines, USA
- 2007: Bundesverdienstkreuz I. Klasse
- 2011: Ehrensenator des Karlsruher Instituts für Technologie (KIT)
- 2012: Prix Bartholdi
- 2012: Ehrenbürger der Hochschule Offenburg
- 2015: Werner-von-Siemens-Ring[32][33][34]
- 2017: Hall of Fame der deutschen Wirtschaft des manager magazins[35]
- 2018: Orden der Freundschaft der Russischen Föderation[36]
- 2022: Ehrensenator der Universität Innsbruck[37]

## Publikationen
- Ulrich Aeschlimann, Martin Herrenknecht und Hans Banholzer: Das Baulos Huttegg des Seelisbergtunnels. In: Schweizerische Bauzeitung, 95. Jg., Heft 6, 10. Februar 1977, S. 59–72; e-periodica.ch (PDF; 10,8 MB); doi:10.5169/seals-73330.
- Bernhard Maidl, Leonhard Schmid, Willy Ritz, Martin Herrenknecht: Hardrock Tunnel Boring Machines. Ernst & Sohn, Berlin 2012, ISBN 978-3-433-60140-2; eingeschränkte Vorschau in der Google-Buchsuche.

## Filme
- Gast aus Schwanau: Martin Herrenknecht, „Tunnel-König“ und Unternehmer. Gespräch mit Video-Einspielungen, Deutschland, 2017, 7:41 Min., Moderation: Florian Weber, Produktion: SWR, Redaktion: Landesschau Baden-Württemberg, Erstsendung: 12. Januar 2017 bei SWR Fernsehen, Inhaltsangabe von SWR (Memento vom 9. April 2017 im Webarchiv archive.today) und online-Video von der Landesschau.
- Der Tunnelbohrer Herrenknecht – Weltmarktführer aus Baden. Dokumentarfilm, Deutschland, 2014, 29 Min., Buch und Regie: Joachim Auch, Produktion: SWR, Reihe: made in Südwest, Erstsendung: 8. Januar 2015 beim SWR, online-Video auf Youtube vom SWR.
- Tunnelbau – In die Röhre geschaut. Gespräch mit Video-Einspielungen, Deutschland, 2015, 59:04 Min., Moderation: Birgit Klaus, Dennis Wilms, Produktion: SWR, Reihe: Planet Wissen, Erstsendung: 15. Dezember 2015 beim SWR,[38]